# رمزي الحسني
رمزي محمد الحسني (مواليد 14 سبتمبر 1988) هو لاعب كرة قدم سعودي لعب سابقاً في نادي حطين.